# Hezilo de Hildesheim
Hezilo (aussi : Hezelo, Hettilo ou Ethilo), né entre 1020 et 1025 et mort le 5 août 1079 à Hildesheim, fut évêque de Hildesheim de 1054 à sa mort. Ecclésiastique sous le règne de Henri IV, roi des Romains, il était impliqué dans la révolte des Saxons et la querelle des Investitures débutante. Il promeut la reconstruction de la cathédrale de Hildesheim, à laquelle il fit le don du chandelier de Hezilo. 

## Biographie
Hezilo est possiblement issu d'une famille franconien apparentée aux Popponides ; il a reçu sa formation théologique à la ville épiscopale de Bamberg. Sous l'empereur Henri III il est membre du clergé à la cour (« Hofkapelle »), d'abord prévôt de la collégiale Saint-Simon et Saint-Jude auprès du palais impérial de Goslar en 1051/1052 puis chancelier pour l'Italie en 1053. En 1054, il devient évêque de Hildesheim, succédant à Azelin. 

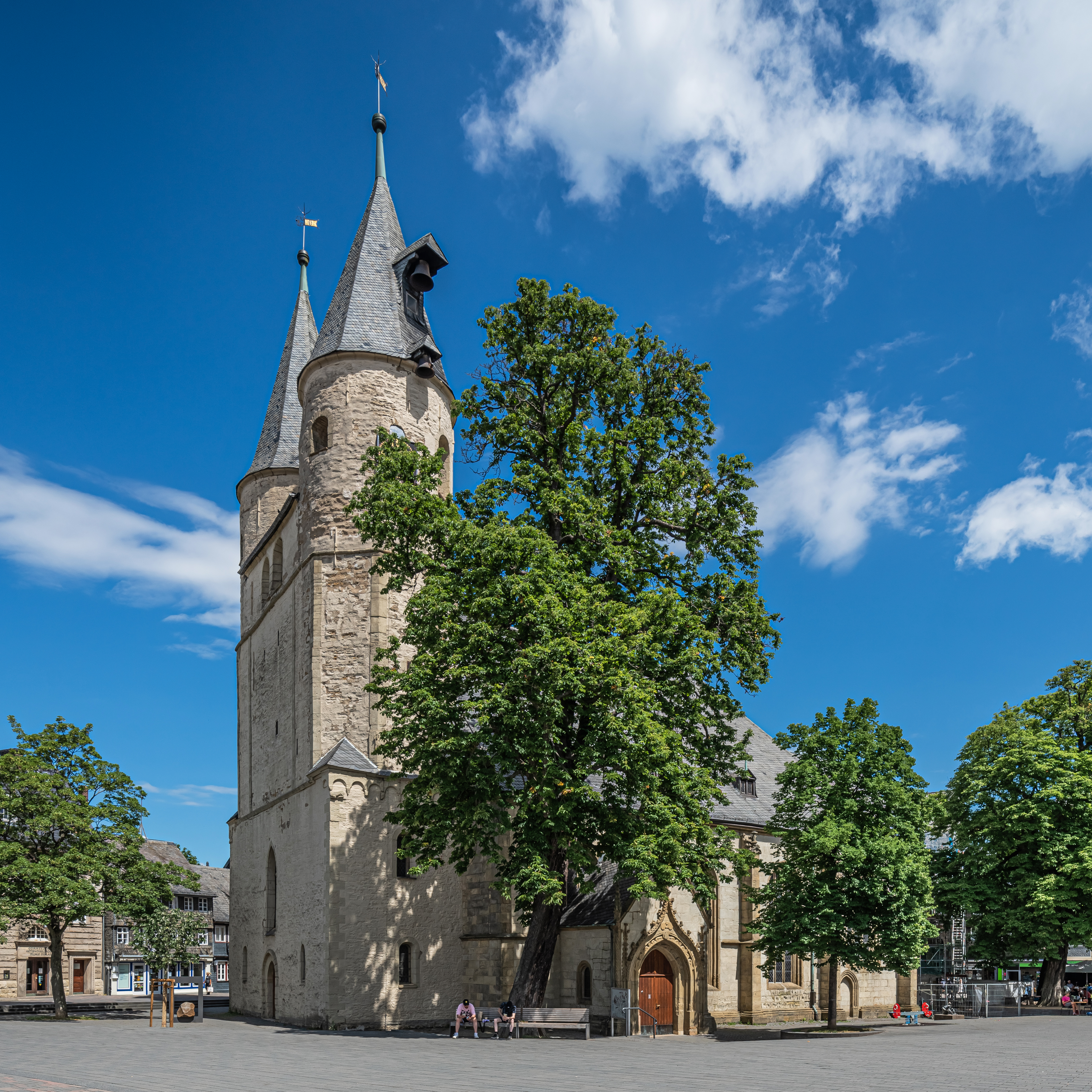
Église Saint-Jacques à Goslar.

Hezilo s'est efforcé d'affirmer la position du diocèse de Hildesheim dans et autour de la ville de Goslar qui est au centre du domaine royal salien. Comme d'autres membres éminents de l'épiscopat, notamment les archevêque Adalbert de Brême et Annon II de Cologne, il profite de la situation pendant que Henri IV est encore mineur pour agrandir son influence. À Goslar même, Hezilo a fondé l'église Saint-Jacques pour montrer sa présence.
Les efforts de Hezilo ont abouti à une dispute avec l'abbé Widerad de Fulda sur la disposition des places dans la collégiale de Goslar à la Pentecôte 1063, qui a culminé en un massacre sanglant en présence du jeune roi, agitation soutenu, selon le chroniqueur Lambert de Hersfeld, par les encouragements personnels de Hezilo aux combattants.
Pendant la révolte des Saxons et la querelle des Investitures, Hezilo a pris une position variable et médiatrice. Au début, il est plus étroitement lié aux adversaires saxons du roi, mais à partir de 1075, probablement en raison des succès militaires de Henri, il se rangea plus étroitement du côté des partisans du roi et fut signataire de la déclaration anti-grégorienne à la diète de Worms le 24 janvier 1076.

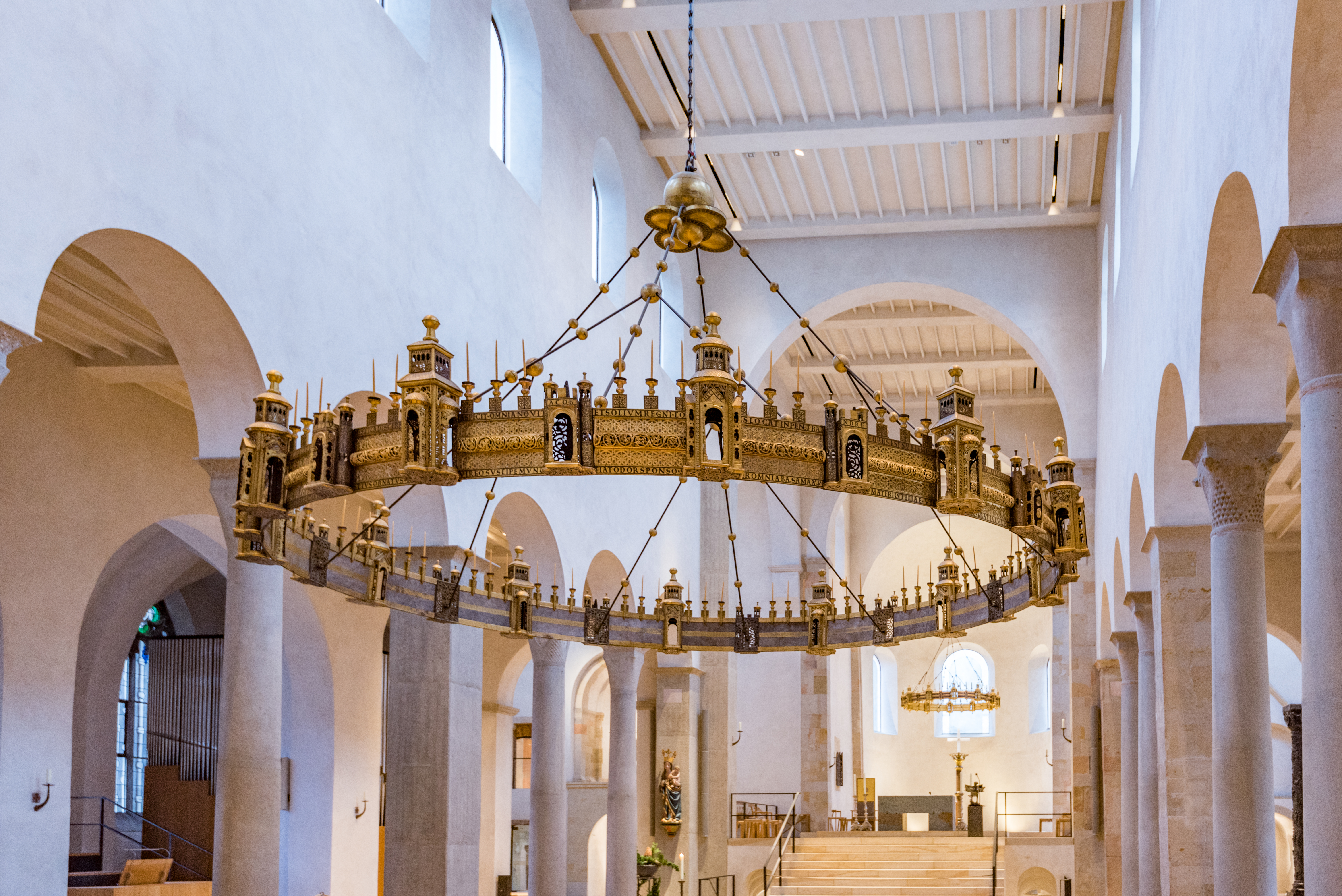
Chandelier de Hezilo.

Dans son évêché de Hildesheim, Hezilo est devenu l'un des principaux bâtisseurs et mécènes de l'art. Il se consacra à la reconstruction de la cathédrale Sainte-Marie de Hildesheim qui avait été détruite par un incendie en 1046 et que son prédécesseur Azelin voulait remplacer par un nouvel édifice plus grand. Néanmoins, le chantier de la nouvelle cathédrale que son prédécesseur Azelin avait commencée n'a pas été poursuivi par Hezilo qui a au contraire fait reconstruire l'édifice sur les fondations de l'église consacrée par   l'évêque Altfrid au IXe siècle. Il réutilise les parties déjà achevée du chantier abandonné pour une nouvelle résidence épiscopale. Il a fait don du chandelier de Hezilo, un lustre à roue de style roman, à la cathédrale et de la croix de Hezilo à l'église Sainte-Croix, chapitre des chanoines qu'il a fondé.
Hezilo est enterré dans l'église Saint-Maurice de Hildesheim (de).

## Source
- Lambert de Hersfeld, Adolf Schmidt (traduction) et Wolfgang Dietrich Fritz (commentaires), Annales : Lamperti monachi Hersfeldensis Annales, Darmstadt, Wissenschaftliche Buchgesellschaft, coll. « Sources choisies sur l'histoire allemande du Moyen Âge. Edition commémorative Freiherr vom Stein » (no 13), 1957 (ISSN 0067-0650).